# くじら座9番星
くじら座9番星 (9 Ceti, 9 Cet) とは、太陽系からくじら座の方角に67光年離れた位置にある太陽に似た恒星である。HD 1835 やくじら座BE星 (BE Ceti) とも呼ばれる。

## 概要
くじら座9番星はスペクトル型がG3Vの主系列星で、質量・光度・半径・表面温度などの基本的な性質は太陽とほとんど同じである。一方で、金属量が多く、自転周期が短く、年齢が若いといった点で太陽と異なっている。また、くじら座9番星には7-8日周期の変光が観測されており、表面の黒点によって明るさを変えるりゅう座BY型変光星に分類されている。

## 黒点の活動
くじら座9番星の変光が最初に発見されたのは1980年のことで、当初から黒点の存在によるものだと推測されていた。その後スペクトル中に一酸化チタンや一水素化カルシウムといった高温では存在できない化合物の吸収線が発見され、くじら座9番星に低温の領域（黒点）が存在する有力な証拠となった。
長期の観測では、くじら座9番星には6.7年（±0.7年）周期の活動サイクルが見られる。また、黒点の自転に伴う変光周期が時間と共に少しずつ短くなり、あるときに元の長い周期にリセットされるという現象も起きている。これは、黒点が自転周期の長い高緯度帯から短い低緯度帯に向けて移動し、新しい活動サイクルが来ると再び高緯度に現れるというパターンを繰り返しているためと解釈できる。同様の黒点の移動は太陽にも見られる。

## 惑星系
1999年までに太陽系近傍の76個の恒星を対象に行われた観測では、くじら座9番星の周りに質量の大きい太陽系外惑星は見つからなかった。仮に軌道半径1AUの惑星が存在すればその質量は木星の2倍以下、5AUの軌道なら5倍以下と見積もられている。より低質量の惑星や、大きな軌道を持つ惑星は、精度と観測期間の限界でよく分かっていない。
赤外線天文衛星 (IRAS) の観測によると、くじら座9番星の周囲にデブリ円盤が存在することが示唆されている。